# Петёвка, Василий Васильевич
Василий Васильевич Петёвка (укр. Василь Васильович Петьовка; род. 30 января 1967, село Завидово, Мукачевский район, Закарпатская область, УССР, СССР) — украинский политик. Городской голова Мукачево (2003—2007), народный депутат Украины трёх созывов (2007—2019). Был членом фракции «Наша Украина — Народная Самооборона» и Президиума партии «Единый Центр», член депутатской группы «Воля народа» (с 25 декабря 2015).

## Образование
- Мукачевский кооперативный техникум (1985), товаровед и организатор торговли продовольственных и промышленных товаров; Мукачевский технологический институт, инженерно-экономический факультет, инженер-экономист.
- В 2006 году окончил Одесский национальный университет имени И. И. Мечникова, получив квалификацию специалиста по учёту и аудиту.

## Трудовая деятельность
- С 1985 — в Верхньокоропецькому потребительском объединении Мукачевского райпотребсоюза.
- 1986—1987 — служба в армии.
- С 1987 — в Мукачевском кооперативном техникуме, ПКФ «Латорица», ООО «РЕЙ-ПРОМИНЬ».
- С апреля 1997 — в ООО «Барва».
- С апреля 1998 — председатель правления ООО «Барва».

## Политическая деятельность
С июня 2003 по ноябрь 2007 года Мукачевский городской голова.
В марте 2005 года был избран членом Совета НС «Наша Украина». В марте 2006 года баллотировался в народные депутаты Украины от Блока «Наша Украина» (№ 224 в списке). В 2007 году вновь принимал участие в выборах в Верховную раду Украины от блока «Наша Украина — Народная самооборона» (№ 60 в списке). Народный депутат Украины 6-го созыва с 23 ноября 2007 до 12 декабря 2012 года. Член фракции Блока «Наша Украина — Народная самооборона» (с 11.2007), член Комитета по вопросам финансов и банковской деятельности (с 12.2007). В феврале 2008 года покинул Совет НС «Наша Украина».
С июля 2008 года — член Президиума партии «Единый Центр». Народный депутат Украины 7-го созыва с 12 декабря 2012 от партии «Единый Центр», был избран в избирательном округе № 72 (Закарпатская область), получив 54,67 % голосов «За» и обойдя 10 соперников. В 2014 году переизбран в украинский парламент как самовыдвиженец по тому же 72-му округу.
25 декабря 2015 года вступил в депутатскую группу «Воля народа», за что был исключён из партии «Единый Центр». Член Комитета Верховной Рады Украины по вопросам аграрной политики и земельных отношений (с декабря 2014), член группы по межпарламентским связям с Республикой Корея.
25 декабря 2018 года включён в санкционный список России.

## Семья
Родился в крестьянской семье; жена Марина; имеет двух сыновей. Двоюродный брат Виктора Балоги, Ивана Балоги и Павла Балоги.

## Награды
- Орден «За заслуги» III (август 2005)[6], II (июль 2012)[7] степеней.
- Награда УПЦ МП князя Владимира.